# Chunk! No, Captain Chunk!
Chunk! No, Captain Chunk! — французская изикор-группа, сформированная в 2007 году в Париже, Франция.
Группа образовалась в 2007 году, когда гитарист Пол Уилсон изъявил желание поэкспериментировать с жанрами: поп-панк и металкор. Он пригласил в группу своих друзей, Бертрана Понсе, Джонатана Доннаеса и двух товарищей. Вскоре после их формирования эти два товарища покинули группу и парни позвали в команду брата Бертрана, Эрика Понсе, и близкого друга, Матиаса Ригала, который не имел опыта игры на бас-гитаре, но все равно присоединился к группе.
Название группы взято из сцены в комедии «The Goonies» (1985), в которой Чанк и Слоз приезжают, чтобы помочь своим друзьям.
Позже группа записала одноименный мини-альбом, несколько песен с которого в дальнейшем были перезаписаны и вошли в дебютный альбом.
Группа решила, что во Франции собрать фанатов не удастся, так как, по мнению Понсе, «здесь абсолютно никакая рок сцена». Поэтому ребята нашли утешение в выступлениях в других странах.
1 ноября 2010 года группа выпустила свой первый полноформатный альбом Something for Nothing. Но 19 июля 2011 года, после подписания контракта с Fearless Records, вышло переиздание альбома, в котором 2 трека («MILF» и «Alex Kidd in a Miracle World») заменили одним новым — «Make Them Believe».
В октябре 2011 группа выступила в Великобритании. В декабре они вернулись в США и отправились в тур с Blessthefall, The Word Alive, Motionless In White и Tonight Alive.
В январе 2013 года ребята объявили, что начали работать над своим вторым альбомом, продюсером которого стал Джоуи Стерджис (Joey Sturgis). И 30 апреля 2013 года вышел второй студийный альбом — Pardon My French.
15 июня 2014 года вышло Deluxe Edition альбома Pardon My French включающей 3 дополнительных трека и акустическую версию старого.
19 мая 2015 года состоялся релиз третьего студийного альбома Get Lost, Find Yourself.

## История

### Формирование и Something for Nothing (2007—2010)
Группа сформировалась в 2007 году, когда Пол Кордебард захотел поэкспериментировать с сочетанием поп-панка с хардкор-панком и хэви-металлом и пригласил своих друзей Бертрана Понсе, Джонатана Донна и Винсента Дамера присоединиться к группе. Вскоре после их образования Винсент ушел, и поэтому они пригласили брата Бертранда Эрика Понсета и близкого друга Матиаса Ригала, который, несмотря на отсутствие опыта работы в качестве бас-гитариста, присоединился к группе. Название группы взято со сцены в 1985 году в приключенческом комедийном фильме The Goonies, в котором Чанк и Слот прибывают на сцену, чтобы помочь своим друзьям. Понсет описывает выбор The Goonies как «хорошее детское упоминание» и почувствовал, что название отражает участников группы . Группе было трудно создать фан-базу в их родной стране Франции, поскольку, по мнению Понсета, «абсолютно нет рок-сцены». Они нашли утешение в игре в других странах Азии, особенно в Северной Америке.
2 сентября 2010 года группа выпустила свой первый официальный сингл «In Friends We Trust» вместе с музыкальным клипом. 1 ноября 2010 года группа выпустила свой дебютный альбом Something for Nothing.

### Подписание контракта с Fearless records иPardon My French(2011—2013)
После подписания контракта с Fearless Records в 2011 году, они переиздали свой дебютный альбом Something For Nothing 19 июля 2011 года. [ Группа была уверена в том, что они подписали контракт с Fearless, считая их «одними из лучших». лейблом для такой музыки ". В переиздании была представлена совершенно новая обложка альбома и другой трек-лист, заменив «MILF» и «Alex Kidd in the Miracle World» на песню «Make Them Believe», которая была японским бонус-треком в оригинальном релизе. Одновременно с переизданием группа выпустила музыкальное видео для «Captain Blood», которое стало вторым синглом с альбома.
В октябре 2011 Captain Chunk! присоединился европейскому туру The Artery Foundation’s European «Across the Nation», озаглавленному Miss May I. Captain Chunk! впервые выступал в Соединенном Королевстве. Тур был хорошо принят, в том числе Captain Chunk! , который, как говорят, показал «совершенно странный и эклектичный состав». В декабре группа вернулась в тур Fearless Friends Tour по Соединенным Штатам, который включает в себя исключительно группы из списка Fearless Records с Blessthefall, The Word Alive, Motionless in White и Tonight Alive. В ноябре 2011 года группа выпустила кавер-версию сингла Кеши We R Who We R на Punk Goes Pop 4 в рамках серии кавер-альбома Punk Goes …, который вышел на международном уровне 21 ноября 2011 года.
В 2012 году график гастролей Captain Chunk! в США стремительно расширяется, поддерживая Attack Attack! в конце января и феврале 2012 года в рамках поддержки альбома This Means War. В течение марта и апреля группа также поддерживала дэткор-группу Chelsea Grin в их дебютном турне под заголовком «The Sick Tour». Captain Chunk! также был объявлен в составе Vans Warped Tour 2012, группа гастролировала на протяжении всего фестиваля и играла на сцене Ernie Ball. Своими выступлениями в рамках Warped Tour группа внесла сингл «In Friends We Trust» в альбом Warped Tour 2012 Tour Compilation. Во время своих выступлений в Warped Tour группа исполнила новые песни. Группа также была главной поддержкой для Woe, Is Me на их Talk Your [S] # ?! Тур по ноябрю и декабрю 2012 года. Хотя гордость за то, как сильно выросла их фан-база в Америке за год гастролей, группа прошла языковой , Понсе сказал, что, хотя группе преподавали английский язык в школе, они выучили больше английского языка, в то время как на самом деле гастроли в Америке.
В январе 2013 года группа начала записывать свой второй альбом с продюсером Джои Стерджисом в Мичигане, США. Chunk! No, Captain Chunk! выступал на австралийском фестивале Soundwave 2013 года, выступая на всех 5 концертах в Брисбене, Сиднее, Мельбурне, Аделаиде и Перте с 23 февраля по 4 марта. Пока они были в Австралии на фестивале, они дали два клубных шоу с All Time Low и Polar Bear Club. В марте и апреле группа вернулась в Соединенные Штаты, чтобы поддержать грядущий выпуск своего второго студийного альбома. Чтобы совпасть с их появлением на юге Техаса, базируемого Так Что ?! Фестиваль .Они завершили короткий тур заголовок при Handguns, State Champs and City Lights в середине марта. Группа также поддерживает A Day to Remember в первой половине их тура Right Back At It Again, также с участием Of Mice & Men. Группа видела возможность гастролировать с одним из их влияний как одно, от которого нельзя было отказаться. Это привело к тому, что группа перенесла все свои американские даты тура «Pardon My French Tour» с поддержкой от For All Those Sleeping. Группа чувствовала, что получила положительную реакцию от толпы на Right Back At It Again, и что они узнали от других групп на счете, как дать больше профессиональных выступлений.
30 апреля 2013 года был выпущен второй студийный альбом группы Pardon My French. Первый сингл с альбома назывался Restart. Они играли на Slam Dunk Festival 2013 в Великобритании в мае, а затем завершили свой первый тур по стране в сентябре с Climates и Light You Up. Затем группа вернулась в Соединенные Штаты, чтобы поддержать совместный тур с We Came As Romans и Silverstein в октябре, а затем отправиться во второй тур по стране с коллегами, State Champs и Living With Lions. Группа сказала, что до конца 2013 года они гастролируют по Японии.
Группа заявила, что Европа была в центре их внимания в 2014 году, В которой было объявлено, что они будут выступать в качестве основной поддержки We Came As Romans вместе с The Color Morale и Palm Reader в Великобритании. Группа появится на Warped Tour 2014 в Соединенных Штатах. В начале февраля было объявлено, что группа впервые выступит в серии «Punk Goes …» на альбоме «Punk Goes 90's 2», охватывающем All Star от Smash Mouth. В марте также было объявлено, что группа выпустит музыкальное видео, сопровождающее выпуск альбома для песни.
13 мая было объявлено, что группа выпустит делюкс версию своего второго альбома Pardon My French, в который войдут 3 ранее не изданных трека и акустическая версия Taking Chances, который выйдет 13 июня.

### Уход Джонатана Донна, «Get Lost, Find Yourself», Warped Tour 2016, Hiatus и готовящийся студийный альбом (2014-н.в)
Вскоре после Warped Tour барабанщик Джонатан Доннэс покинул группу 4 августа 2014 года, оставив следующее сообщение о своем отъезде:
"Со вчерашнего дня я официально покинул группу. Это решение я принял уже в прошлом году. Новая жизнь с моей [новой] невестой и новая работа ждут меня. Но не волнуйтесь, мальчики в Chunk! будут продолжать качать сцену по всему миру, и один из моих лучших друзей станет их новым барабанщиком. Я просто хочу поблагодарить вас за все. Вы сделали мою мечту реальностью, и я всегда буду благодарен за это. Au revoir mes amis
11 марта Chunk! No, Captain Chunk! анонсировал свой третий альбом под названием Get Lost, Find Yourself и представили обложку альбома и трек-лист.
12 августа 2016 года Fearless Records выпустили новую песню на своем канале YouTube под названием "Get Lost, Find Yourself «.
После Warped Tour 2016 группа находилась в постоянном перерыве: „Сейчас мы делаем перерыв, чтобы сосредоточиться на других вещах, но, надеюсь, на новом, в 2019 году“
9 мая 2020 года Fearless Records во время Fearless At Home Event анонсировали, что группа работает над новым альбомом, название которого Wall of Sound. Релиз альбома запланирован на 2021 год.
14 мая 2020 года Fearless Records выпустили новую песню под названием "Bitter" и объявили о том, что их новый альбом будет называться "Gone Are The Good Days" и выйдет 30 июля 2021 года.

## Музыкальный стиль
Музыкальный стиль Captain Chunk! Определяется поп-панк-звучанием, противопоставленным „рычащему хардкору“ и „альтер эго хэви-метала“. Гитарист Пол Уилсон резюмировал этот стиль, заявив, что группа „своего рода биполярная“. Группа сочетает в себе приподнятые мелодии поп-панка с агрессивными срывами, гитарным пением и более низкими настройками гитары, такими как Drop Bb, чтобы придать их музыке более тяжелый край. Говорят, что они „объединяют энергию панка, ловкость поп-музыки и сокрушительное нападение хардкора в звук партии власти“ . Певец Бертран Понсе заявил, что хотя группа французская, их звучание американское, поэтому они пишут тексты на английском языке.
Дебютный альбом группы Something for Nothing, по словам группы, включает элементы поп-панк, хардкор, металла, акустики, инди и танцевальной музыки, с использованием пения, смертельных рычаний и клавишных. Стиль Pardon My French был задуман группой, чтобы сосредоточиться вокруг темы биполярности, Понсе, заявив, что песня „Bipolar Mind“ хорошо олицетворяет их контрастный музыкальный стиль, имея „самый запоминающийся припев“, расположенный рядом с самым противным брейкдауном». Ритм-гитарист Пол Уилсон заявил, что «I am Nothing Like You», также из Pardon My French, является самой тяжелой песней, которую они когда-либо писали.
Chunk! No, Captain Chunk! были описаны различными критиками как фьюжн-поп-панк, металкор, мелодичный хардкор, и пост-хардкор. Эта эклектичная смесь стилей была описана как «easycore» или «popcore», и сравнивалась со стилем A Day to Remember и Four Year Strong. Тем не менее, Chunk! No, Captain Chunk! утверждают, что они никогда не собирались звучать как эти группы и просто хотели применить агрессивные музыкальные черты к поп-панку. Они сказали, что на них влияют различные стили, включая, но не ограничиваясь к дабстепу, классике, року, хэви металу и попу.

## Участники
Актуальный состав
- Бертран Понсе (Bertrand Poncet) — вокал (2007-настоящее время)
- Пол Уилсон (Paul Wilson) — ритм-гитара, бэк-вокал (2007-настоящее время)
- Эрик Понсе (Éric Poncet) — соло-гитара, бэк-вокал (2007-настоящее время)
- Матиас Ригал (Mathias Rigal) — бас-гитара (2007-настоящее время)
- Бастьен Лафайе (Bastien Lafaye) — ударные (2015-настоящее время)

Бывшие участники
- Джонатан Доннаес (Jonathan Donnaes) — ударные (2007—2014)
- Винсент Дамер (Vincent Dahmer) — бас-гитара (2007)

## Дискография
Студийные альбомы:
- Something for Nothing (2010)
- Pardon My French (2013)
- Get Lost, Find Yourself (2015)
- Gone Are The Good Days (2021)

Мини-альбомы:
- Chunk! No, Captain Chunk! (2007)

Синглы:
- Blame It On This Song (2016)
- Bitter (2021)